# 다이호 고키
다이호 고키(일본어: 大鵬 幸喜, 1940년 5월 29일 ~ 2013년 1월 19일)는 일본의 전직 스모 선수로 일본어 본명은 나야 고키(일본어: 納谷 幸喜), 우크라이나어 본명은 이반 마르키야노비치 보리슈코(우크라이나어: Іван Маркіянович Боришко)이다.

## 약력
가라후토청 시스카정(현재의 러시아 사할린주 포로나이스크)에서 우크라이나인 아버지와 일본인 어머니의 아들로 태어났다. 그의 아버지는 러시아 혁명 이후에 사할린섬으로 망명한 우크라이나인 카자크 기병대 장교 출신인 마르키얀 보리슈코(우크라이나어: Маркіян Боришко)이다. 1945년에 소련이 사할린섬을 점령한 이후에 가족들과 함께 홋카이도로 이주했다.
1956년부터 스모 선수 생활을 시작했으며 1960년에는 오제키로 승격되었다. 1961년부터 1971년에 은퇴할 때까지 제48대 요코즈나로 남았다. 스모 대회에서 통산 32회 우승의 기록을 수립하면서 "쇼와 시대(昭和)의 다이요코즈나"라는 별칭으로 부르기도 했다. 그 밖에 마쿠우치 32회 우승, 주료 1회 우승, 산단메 1회 우승의 기록을 수립했다. 1960년대 일본에서는 다이호 고키가 거인(요미우리 자이언츠), 계란말이와 함께 어린이가 좋아하는 것으로 여겨지기도 했다. 1970년에는 일본 프로 스포츠 대상을 수상했다.
2013년 1월 19일에 도쿄도 신주쿠에 있는 병원에서 심실빈맥으로 인해 향년 72세를 일기로 사망했다. 일본 정부는 2013년 2월 25일에 그에게 국민영예상을 추서했다.

## 같이 보기
- 요코즈나 목록